# Helen Sophia O'Hara
Helen Sophia O'Hara (Portstewart, 1846-Waterford, 1920) fue una pintora, e ilustradora acuarelista norirlandesa.

## Biografía
O'Hara nació en el castillo Portstewart, Condado de Londonderry, en 1846. Era la hija del reverendo James D. O'Hara. Su hermano, H. S. O'Hara era el obispo de Cashel y Emly, y de Lismore, Condado de Waterford. Vivía con su amiga y compañera artista Fanny Currey en el centro comercial, Lismore, a partir de 1898 hasta 1919. Se cree que O'Hara no recibió entrenamiento formal y fue autodidacta. Falleció en Waterford en 1920.

## Obra artística
Helen O'Hara era pintora de acuarela, cuyo trabajo se centró en paisajes terrestres y marinos, así como pintura de flores. Exhibió con la Real Academia Hibernian de 1881 a 1894. Fue miembro de la Royal Ulster Academia (BAS), y a pesar de que se retiró en 1895, fue elegido vicepresidente en 1896. 
Mientras vivía en Lismore con Currey, O'Hara ilustró una serie de libros para niños de Currey. Su obra fue expuesta con la Sociedad de Mujeres Artistas, el Museo Dudley y Galería de Arte y el Real Instituto de Pintores Acuarelistas exhibió más de 100 obras de arte, paisajes y marinas, con la Sociedad de acuarelas de Irlanda, de 1892 a 1913. O'Hara fue elegida miembro honorario de la BAS en 1904 junto con  Mildred Anne Butler, John Lavery y Frank Spenlove-Spenlove. El Museo del Ulster tiene una serie de sus obras.